# Nora Waldstätten

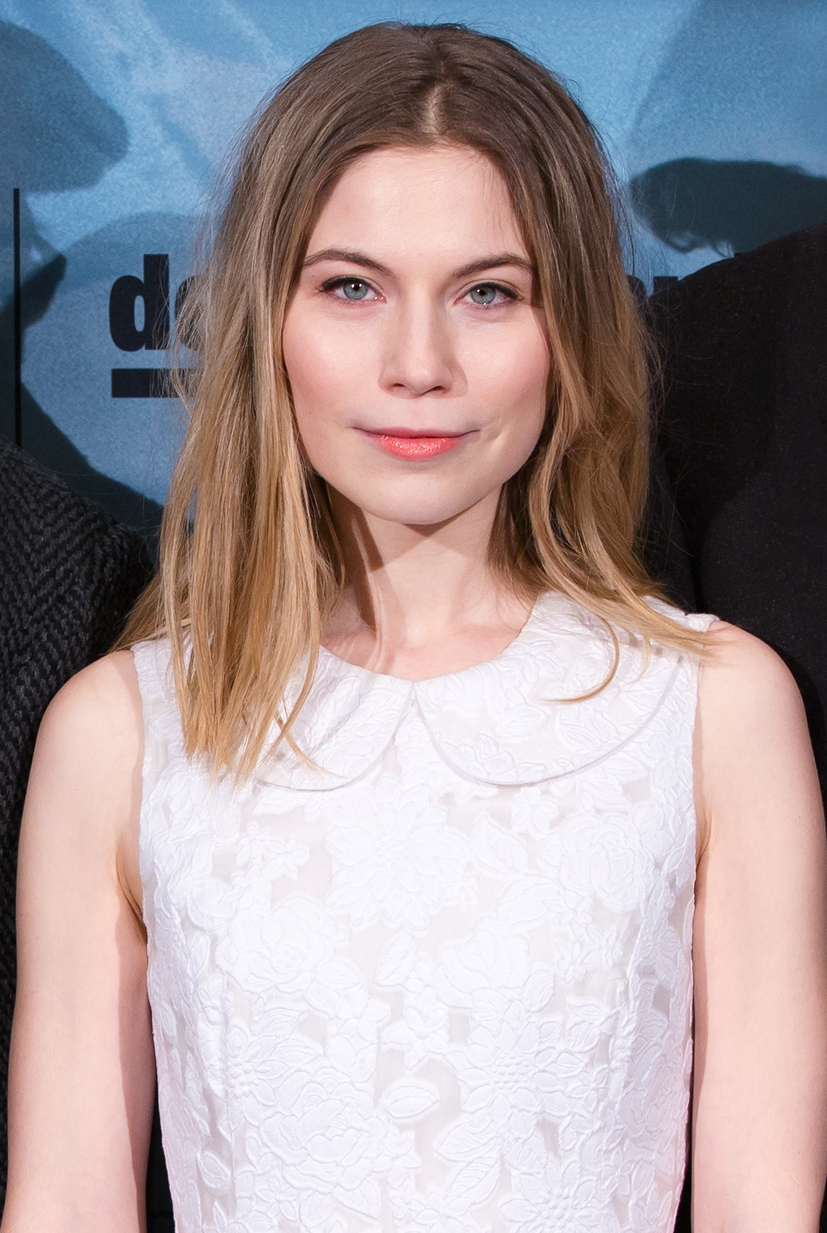
Nora Waldstätten bei der Premiere des Films Das ewige Leben (Wien, 2015)

Nora Marie-Theres Beatrice Elisabeth Waldstätten (* 1. Dezember 1981 in Wien; Künstlername bis 2016: Nora von Waldstätten) ist eine österreichische Schauspielerin.

## Leben und Werdegang
Die aus dem ehemaligen österreichischen Adelsgeschlecht der Freiherren von Waldstätten stammende Nora Waldstätten ist eine Urenkelin des Generals, Theresienritters und Militärschriftstellers Egon Freiherr von Waldstätten.
Da die Bestimmungen des österreichischen Adelsaufhebungsgesetzes das von als Adelsprädikat verbieten, benutzte Nora Waldstätten diesen Namen bis Ende 2016 als Künstlernamen. Ihr Vater war Chemiker, ihre Mutter Hausverwalterin.
Sie absolvierte von 2003 bis 2007 ein Schauspielstudium an der Universität der Künste Berlin. Bereits während dieser Zeit wurde sie für Filmproduktionen für Kino und Fernsehen engagiert.
Einer breiten Öffentlichkeit wurde sie 2005 durch ihr Mitwirken im WDR-Tatort Der Frauenflüsterer bekannt. Für die Darstellung einer skrupellos mordenden sowie intriganten Internatsschülerin in ihrem zweiten, für den SWR gedrehten Tatort Herz aus Eis erhielt sie 2009 den New Faces Award der Bunte. Darüber hinaus wurde sie 2010 beim Filmfestival Max Ophüls Preis für den Film Schwerkraft als beste Nachwuchsschauspielerin ausgezeichnet. International in Erscheinung trat sie mit der Rolle der Magdalena Kopp in Olivier Assayas’ Filmbiografie Carlos – Der Schakal, die 2010 bei den Internationalen Filmfestspielen von Cannes gefeiert und 2011 mit einem Golden Globe ausgezeichnet wurde.
2011 trat sie in einem Kurzfilm als Testimonial des österreichischen Getränkeabfüllers Vöslauer auf.
2012 spielte sie in der internationalen TV-Verfilmung von Ken Folletts Roman Die Tore der Welt die Hauptrolle der Gwenda.
2016 war sie mit Olivier Assayas’ Personal Shopper an der Seite von Kristen Stewart und Lars Eidinger erneut im Wettbewerb von Cannes vertreten.
Von 2014 bis 2022 verkörperte sie in 15 Folgen der ZDF/ORF-Krimireihe Die Toten vom Bodensee mit Matthias Koeberlin die Rolle der Kriminalinspektorin Hannah Zeiler; als Ermittlerin folgte ihr mit Folge 16 Alina Fritsch nach.
Nora Waldstätten lebt in Berlin. Ab 2007 spielte sie dort am Deutschen Theater in mehreren Inszenierungen. 2010 trat sie außerdem in zwei Stücken am Schauspiel Köln auf.
Nora Waldstätten ist Mitglied der Akademie des Österreichischen Films.

## Filmografie (Auswahl)

### Als Darstellerin
- 2004: 2nd and A (Kurzfilm)
- 2004: Jargo
- 2005: Falscher Bekenner
- 2005: Tatort: Der Frauenflüsterer (Fernsehreihe)
- 2005: Jetzt erst recht! – Zu schön, um wahr zu sein (Fernsehserie)
- 2007: The Other Possibility
- 2008: Was bleibt (Kurzfilm)
- 2008: Meine fremde Tochter
- 2008: Tangerine
- 2008: Tatort: Herz aus Eis
- 2009: Die Gräfin (The Countess)
- 2009: Schwerkraft
- 2009: Parkour
- 2010: Carlos – Der Schakal (Carlos)
- 2010: Ein Fall für zwei – Zwischen den Fronten (Fernsehserie)
- 2011: Nachtschicht – Ein Mord zu viel (Fernsehreihe)
- 2011: Polizeiruf 110 – Die verlorene Tochter (Fernsehreihe)
- 2012: Die Tore der Welt (World Without End, Fernseh-Mehrteiler)
- 2013: Das Adlon. Eine Familiensaga (Fernseh-Mehrteiler)
- 2013: Woyzeck (Fernsehfilm)
- 2013: Oktober November
- 2014: Fünf Freunde 3
- 2014: Blutsschwestern/Die Tote in der Berghütte (Fernsehfilm)
- 2014: Die Spiegel-Affäre (Fernsehfilm)
- 2014: Die Wolken von Sils Maria (Sils Maria)
- 2014–2022: Die Toten vom Bodensee (Fernsehreihe)
  - 2014: Die Toten vom Bodensee
  - 2015: Familiengeheimnis
  - 2016: Stille Wasser
  - 2017: Die Braut
  - 2017: Abgrundtief
  - 2018: Der Wiederkehrer
  - 2018: Die vierte Frau
  - 2019: Der Stumpengang
  - 2019: Die Meerjungfrau
  - 2020: Fluch aus der Tiefe
  - 2020: Der Blutritt
  - 2020: Der Wegspuk
  - 2021: Der Seelenkreis
  - 2022: Das zweite Gesicht
  - 2022: Unter Wölfen
- 2015: Das ewige Leben
- 2015: Altes Geld (Fernsehserie, 8 Folgen)
- 2015: Die dunkle Seite des Mondes
- 2016: Personal Shopper
- 2016: Nachtschicht – Ladies First (Fernsehreihe)
- 2017: Wilde Maus
- 2017: Mata Hari – Tanz mit dem Tod
- seit 2017: Eberhoferkrimi (Filmreihe)
  - 2017: Grießnockerlaffäre
  - 2018: Sauerkrautkoma
  - 2021: Kaiserschmarrndrama
- 2017: Die Firma dankt (Fernsehfilm)
- 2017: Allmen – Allmen und das Geheimnis des rosa Diamanten (Fernsehreihe)
- 2018: The Team 2 (Fernsehserie, 8 Folgen)
- 2018: Prager Botschaft (Fernsehreihe)
- 2018: Die purpurnen Flüsse – Die letzte Jagd (Fernsehreihe)
- 2018: Tatort: Damian
- 2019: 8 Tage (Fernsehserie, 8 Folgen)
- 2019: Freies Land
- 2020: The New Pope (Fernsehserie, 9 Folgen)
- 2024: Die Zweiflers (Miniserie)
- 2025: Erzgebirgskrimi – Wintermord (Fernsehreihe)
- 2025: Warum ich? – Regensburg (Fernsehserie)

### Als Synchronsprecherin
- 2012: Hotel Transsilvanien (Stimme von Wanda)
- 2015: Hotel Transsilvanien 2 (Stimme von Wanda)

## Theaterrollen (Auswahl)
- 2007: Martin Heckmanns: Ein Teil der Gans (Deutsches Theater Berlin)
- 2007: Elfriede Jelinek: Über Tiere (Deutsches Theater Berlin)
- 2010: Christoph Nußbaumeder: Die Kunst des Fallens (Schauspiel Köln)
- 2010: Georg Büchner/Ödön von Horváth/Barbi Markovic: Ausgehen 1–3 (Schauspiel Köln)

## Auszeichnungen
- 2009: New Faces Award der Zeitschrift Bunte als beste Nachwuchsdarstellerin für den Tatort Herz aus Eis[12]
- 2010: Filmfestival Max Ophüls Preis: Beste Nachwuchsdarstellerin in Schwerkraft
- 2015: International actors award.cologne beim Film Festival Cologne